# Josef Strzygowski

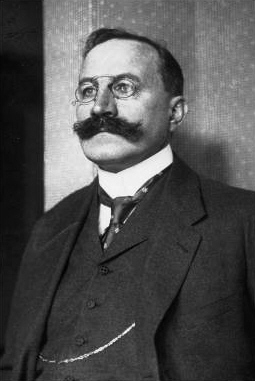
Josef Strzygowski (um 1910)

Josef Strzygowski (* 7. März 1862 in Biała, Galizien; † 2. Jänner 1941 in Wien) war ein österreichischer Kunsthistoriker und Begründer einer vergleichenden Kunstforschung. Er befasste sich unter anderem mit frühchristlicher Kunst des östlichen Mittelmeerraums, byzantinischer, koptischer, armenischer sowie früher islamischer Kunst.

## Leben und Werk
Strzygowski stammte aus einer römisch-katholischen Textilunternehmerfamilie in der Bielitz-Bialaer Sprachinsel, ursprünglich aus dem kleinpolnischen Pilzno, und studierte zunächst Klassische Archäologie und Kunstgeschichte an den Universitäten in Wien und Berlin. 1885 wurde er an der Universität München mit einer Arbeit über die „Iconographie der Taufe Christi“ zum Dr. phil. promoviert. Seine 1887 in Wien vorgelegte Habilitationsschrift handelt vom byzantinischen Einfluss auf das Werk des Malers Cimabue, der im späten 13. Jahrhundert in Mittelitalien tätig war. 
Ab 1892 war er Professor für Kunstgeschichte an der Universität Graz. Während einer Forschungsreise nach Ägypten 1894–1895 trug er einen Katalog der koptischen Kunst im Museum von Kairo zusammen und eröffnete damit die koptische Kunst als neues Feld der wissenschaftlichen Kunstgeschichte. In seinen Veröffentlichungen ab 1892 betonte Strzyżowski die Bedeutung der frühchristlichen Kunst aus Byzanz, Ägypten und Syrien. Dies spitzte er in seiner 1901 veröffentlichten Schrift Orient oder Rom zu, in der er behauptete, die Architektur des europäischen Frühmittelalters habe sich maßgeblich aus Einflüssen aus dem hellenisierten Orient und nicht aus Rom entwickelt. Damit stellte er sich gegen den vorherrschenden „Romzentrismus“ der Wissenschaft im katholisch geprägten Österreich. 1904 wurde er zum Hofrat ernannt. Als Nachfolger seines verstorbenen akademischen Gegenspielers Franz Wickhoff wurde er 1909 auf die kunstgeschichtliche Lehrkanzel der Universität Wien berufen. Dort leitete er bis zu seiner Emeritierung 1933 das „1. Kunsthistorische Institut der Universität Wien“. Anschließend gründete Strzygowski in Wien die Gesellschaft für vergleichende Kunstforschung.
Strzygowski vertrat die These, dass die indogermanische und die asiatische Kunst die Grundlage für die abendländische Kultur, vor allem spätantiker und mittelalterlicher Formprinzipien bilden, und trug so zur Erweiterung der kunsthistorischen Forschung bei. In seinem zweibändigen Werk Die Baukunst der Armenier und Europa von 1918 billigte er den Armeniern ein „arisches Kunstschaffen“ zu und hielt sie für die Vermittler, durch welche die persische Kunst nach Westeuropa gekommen sei. Für seinen Versuch, die mittelalterliche europäische Baukunst von Armenien herzuleiten, musste er die Entwicklung der armenischen Kirchenbautypen mit Hilfe zweifelhafter Quellen wesentlich früher als nach heutiger Lehrmeinung datieren. In diesem Zusammenhang steht auch sein Bemühen, die 1903 aus der Syrischen Wüste nach Berlin gelangte Mschatta-Fassade (Mitte 8. Jahrhundert) in das 4. bis 6. Jahrhundert zu datieren und durch Stilvergleiche mit der mesopotamischen Stadt Seleukia-Ktesiphon in Beziehung zu setzen. So schrieb er Mschatta eine Schlüsselrolle beim Übergang vom babylonisch-persischen zum germanischen Kunstschaffen zu.
Seine Ausführungen wurden später von rassistisch geprägten Ideen beeinflusst, was auch an den Titeln seiner Veröffentlichungen zu erkennen ist. In der Zeit des Nationalsozialismus publizierte er beispielsweise Bücher wie Aufgang des Nordens oder Das indogermanische Ahnenerbe des deutschen Volkes und die Kunstgeschichte der Zukunft.
Nach Ende des Zweiten Weltkrieges wurden Strzygowskis Schriften Nordischer Heilbringer und bildende Kunst. Eine durch Christentum und Kirche entstellte Heilserscheinung (1939), Die deutsche Nordseele. Das Bekenntnis eines Kunstforschers (1940), Das indogermanische Ahnenerbe des deutschen Volkes und die Kunstgeschichte der Zukunft (1941) und Europas Machtkunst im Rahmen des Erdkreises. Eine grundlegende Auseinandersetzung über Wesen und Entwicklung des zehntausendjährigen Wahnes. Gewaltmacht von Gottes Gnaden statt völkischer Ordnung (1943) in der Sowjetischen Besatzungszone auf die Liste der auszusondernden Literatur gesetzt.
Auf seine Arbeiten geht die Erhaltung der finnischen Holzkirche von Petäjävesi, heute UNESCO-Weltkulturerbe zurück.
Zu seinen bekannten Schülern gehören die Museologin Alma Wittlin und Max Eisler.

## Ehrenveranstaltungen (Auswahl)
- Ausstellung Josef Strzygowski und die Berliner Museen im Bode-Museum, Staatliche Museen zu Berlin, 10. Oktober 2012 bis 20. Januar 2013
- Internationale wissenschaftliche Konferenzen von 29.-31. März 2012 in Bielsko-Biała (PL) und am 30. Oktober 2012 in Wien aus Anlass des 150. Geburtstages Josef Strzygowski und die Kunstwissenschaften veranstaltet von Abteilung für Vergleichende Kunstgeschichte an der Maria-Curie-Skłodowska-Universität in Lublin (Polen) bzw. der Gesellschaft für vergleichende Kunstforschung in Wien.
- Tagung Wiener Kunstgeschichte in Armenien am 22. Oktober 2021 am Institut für Kunstgeschichte der Universität Wien mit Vorträgen zu Fotos, Planen und Dokumenten aus dem Nachlass des Kunsthistorikers Josef Strzygowski und des Archithekten Toros Tormanian.

## Bibliographie (Auswahl)
siehe Alfred Karasek-Langer: Verzeichnis der Schriften von Josef Strzygowski, Klagenfurt 1933. [schon bis 1933 unvollständig]
- Iconographie der Taufe Christi. München 1885.
- Cimabue und Rom. Wien 1888.
- Orient oder Rom? Leipzig 1901 (online).
- Kleinasien. Ein Neuland der Kunstgeschichte. Leipzig 1903.
- Koptische Kunst (= Service des antiquités de l’Egypt. Catalogue géneral des antiquités égyptiennes du Musée du Caire 12), Wien 1904; Koptische Kunst: Nos. 7001 - 7394 et 8742 - 9200. Neudr. der Ausg. von 1904. With al- Mathạf al-Misṛi ̄Kairo. Catalogue général des antiquités égyptiennes du Musée du Caire 12. Zeller, 1973, ISBN 978-3-535-01481-0
- Die Bildende Kunst der Gegenwart. Ein Buch für jedermann. Leipzig 1907.
- Kleinarmenische Miniaturmalerei. Die Miniaturen des Tübinger Evangeliars MA XIII,1 vom Jahre 1113 bzw. 893 n. Chr. Tübingen 1907.
- Die Baukunst der Armenier und Europa, Bde. I–II. Wien 1918 (Band 1 und Band 2 bei Internet Archive)
- Ursprung der christlichen Kirchenkunst. Leipzig 1920.
- Die Landschaft in der nordischen Kunst. E.A. Seemann, Leipzig 1922 (Band 17 der Bibliothek der Kunstgeschichte).
- Die Stellung des Islam zum geistigen Aufbau Europas. Åbo 1922.
- Die Krisis der Geisteswissenschaften. Vorgeführt am Beispiele der Forschung über Bildende Kunst. Ein grundsätzlicher Rahmenversuch. Wien 1923.
- Forschung und Erziehung. Der Neuaufbau der Universität als Grundlage aller Schulverbesserung an den Verfahren der Forschung über Bildende Kunst erörtert. Stuttgart 1928.
- Die altslavische Kunst. Ein Versuch ihres Nachweises, Augsburg 1929.
- Asiens bildende Kunst in Stichproben, ihr Wesen und ihre Entwicklung. Ein Versuch. (Arbeiten des 1. Kunsthist. Inst. der Universität Wien, Bd. 45.) Augsburg 1930.
- Aufgang des Nordens. Lebenskampf eines Naturforschers um ein deutsches Weltbild. (Beiträge zur vergleichenden Kunstforschung 12) Leipzig 1936.
- Spuren indogermanischen Glaubens in der Bildenden Kunst. Heidelberg 1936.
- Morgenrot und Heidnischwerk in der christlichen Kunst. Berlin 1937.
- Dürer und der nordische Schicksalshain. Eine Einführung in vergessene Bedeutungsvorstellungen. Heidelberg 1937.
- Geistige Umkehr. Indogermanische Gegenwartsstreifzüge eines Kunstforschers. 1938.
- Nordischer Heilbringer und Bildende Kunst. Eine durch Christentum und Kirche entstellte Heilserscheinung. Mit fünf Anhängen über die Kunst der germanischen Völkerwanderung im Rahmen Eurasiens und über die Gegenwart. Wien 1939.
- Die deutsche Nordseele. Das Bekenntnis eines Kunstforschers. Wien-Leipzig 1940.
- Das indogermanische Ahnenerbe des deutschen Volkes und die Kunstgeschichte der Zukunft. Die Forschung über Bildende Kunst als Erzieher. Eine Kampfschrift. Wien 1941.
- Europas Machtkunst im Rahmen des Erdkreises. Eine grundlegende Auseinandersetzung über Wesen und Entwicklung des zehntausendjährigen Wahnes. Gewaltmacht von Gottes Gnaden statt völkischer Ordnung, Kirche statt Glaube, Bildung statt Begabung, vom Nordstandpunkt planmäßig in die volksdeutsche Bewegung eingestellt. 3., um das Schlagwortverzeichnis erweiterten Aufl. – Wiener Verlag, Wien 1943. Reprint: Verlag der Manufactur, Horn-Bad Meinberg 1999, ISBN 978-3-88080-977-2.